# 维滕贝格广场站
维滕贝格广场站（德語：U-Bahnhof Wittenbergplatz）是德国柏林地铁的跨月台轉車站，位于滕珀尔霍夫－舍嫩贝格，途经的线路有柏林地铁1号线、2号线、3号线。

## 历史
车站启用于1902年3月11日，名字取自邻近的维滕贝格广场。该车站具有一个修建于1913年的典型的新艺术运动风格的大堂。该楼于第二次世界大战中严重损毁，在战后重建。
在车站的一个站台展示着一个由伦敦地铁捐赠的标识，该标识是于1952年庆祝地铁开通50周年时建造的。

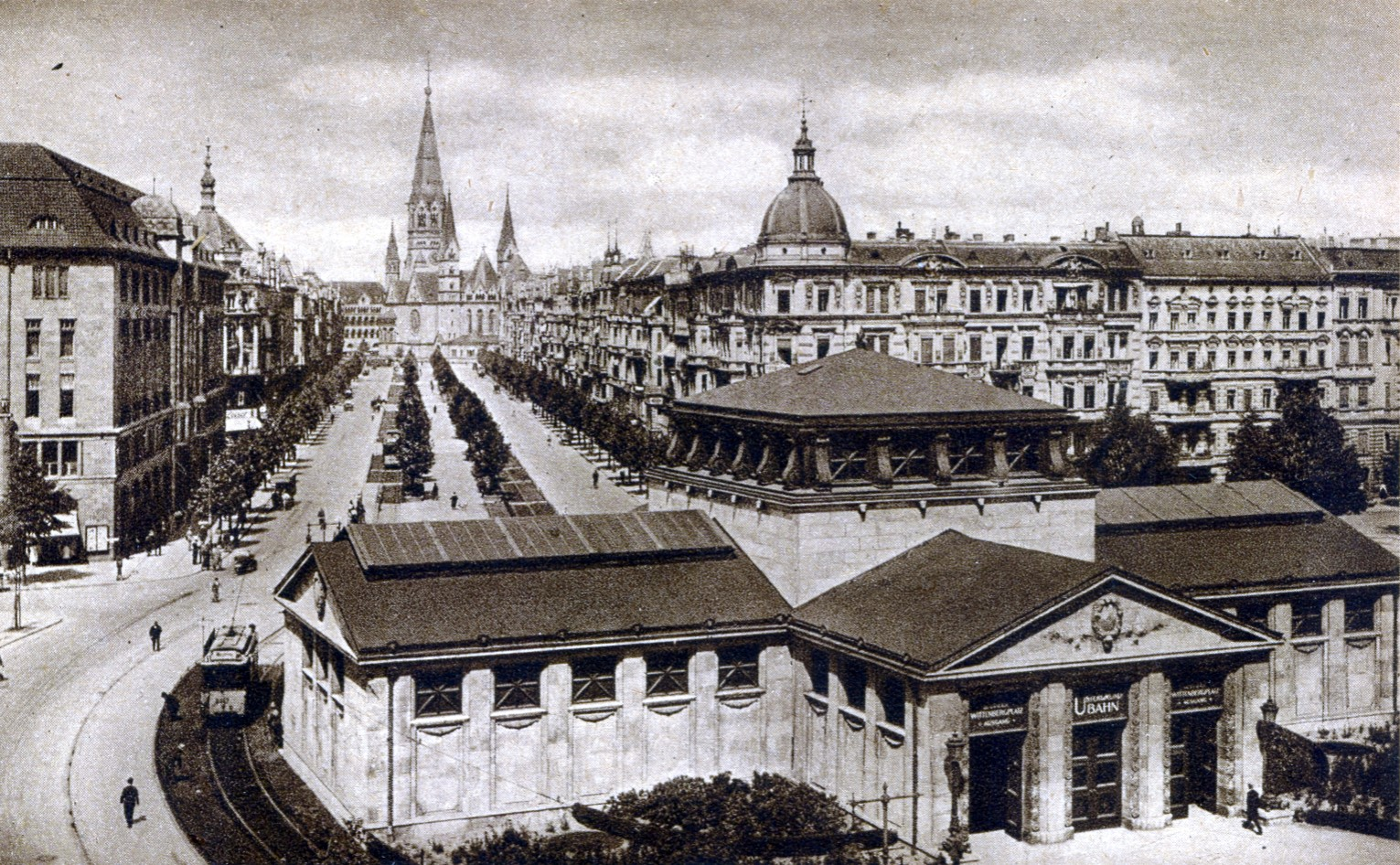
1915年的车站
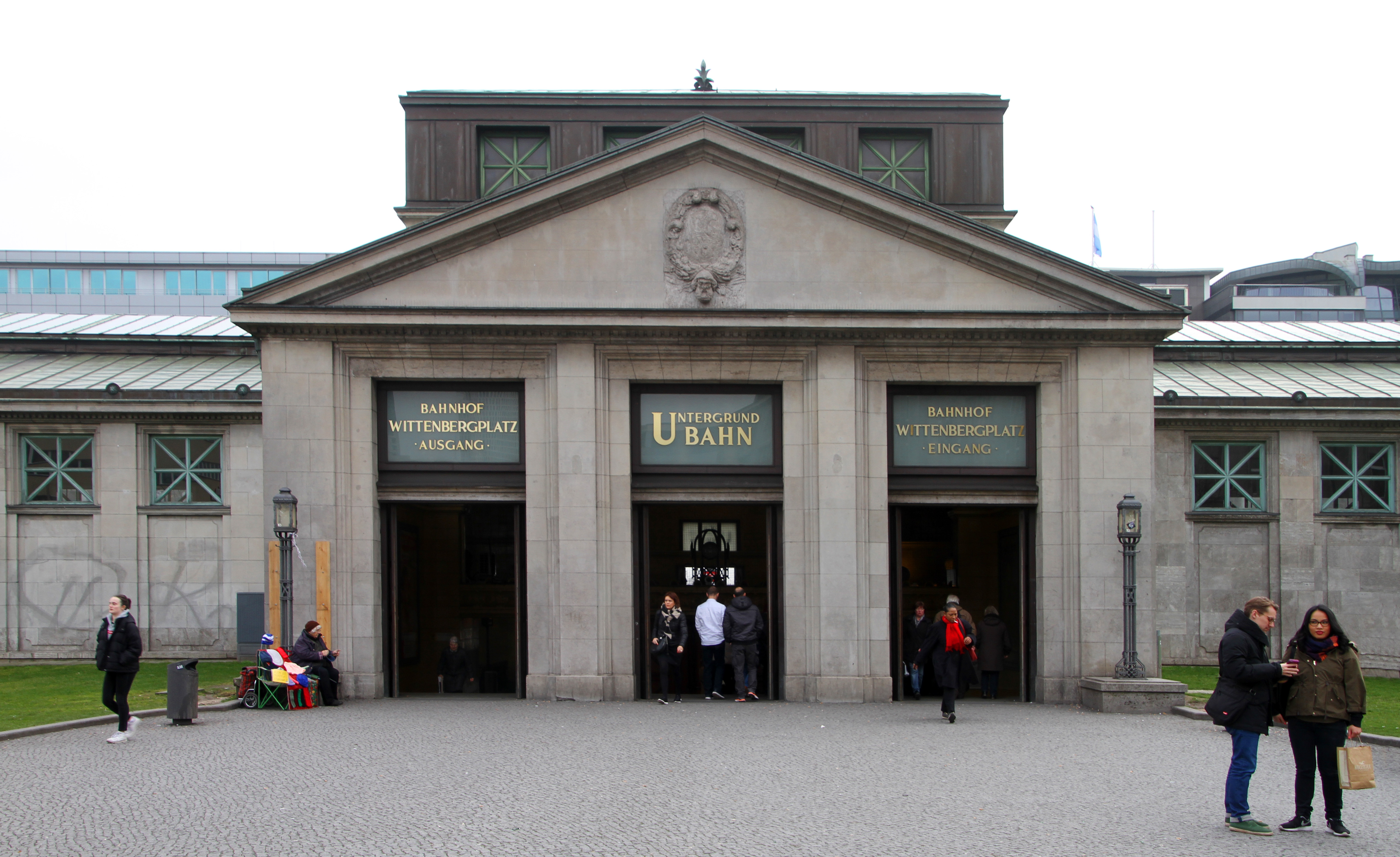
2017年的车站
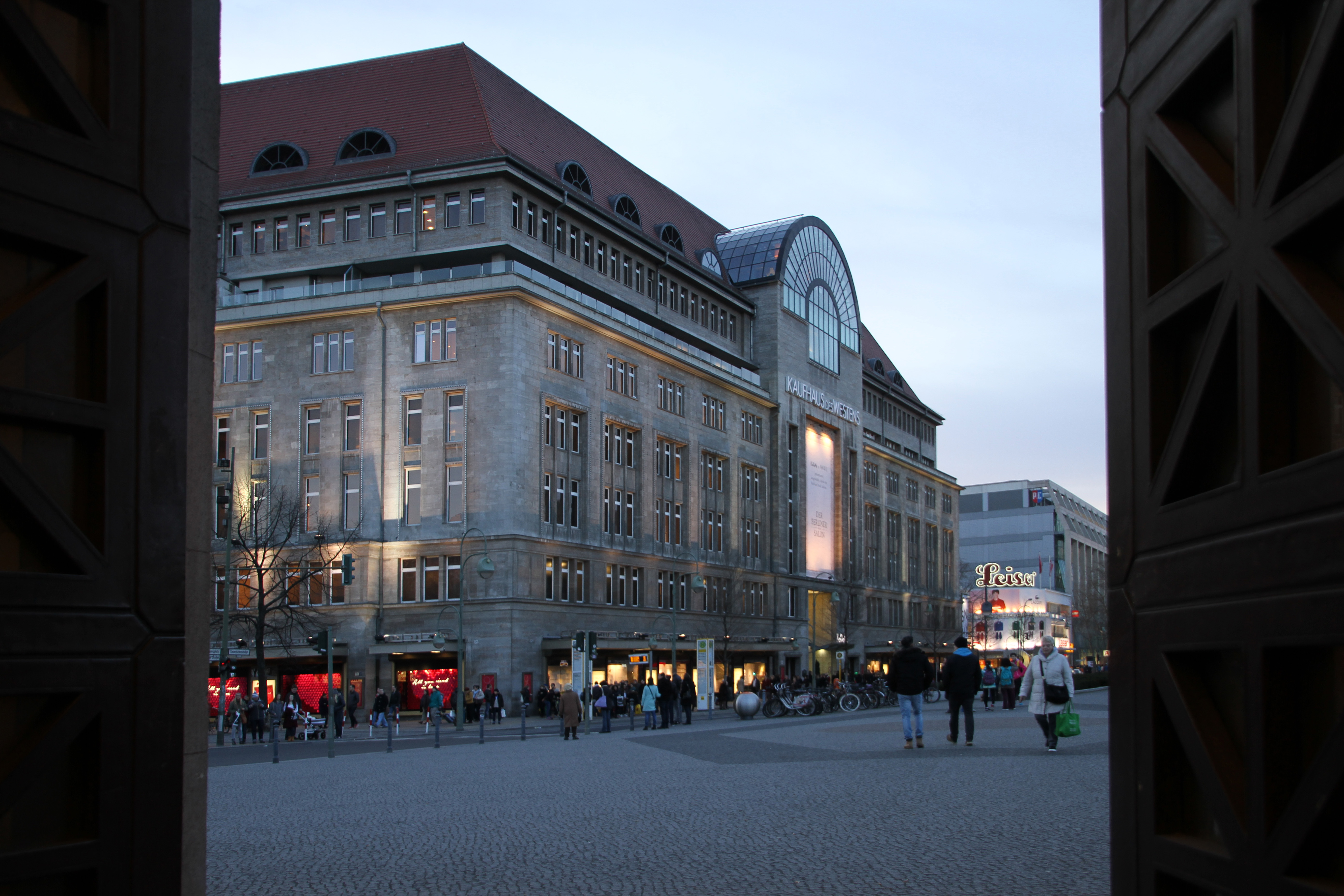
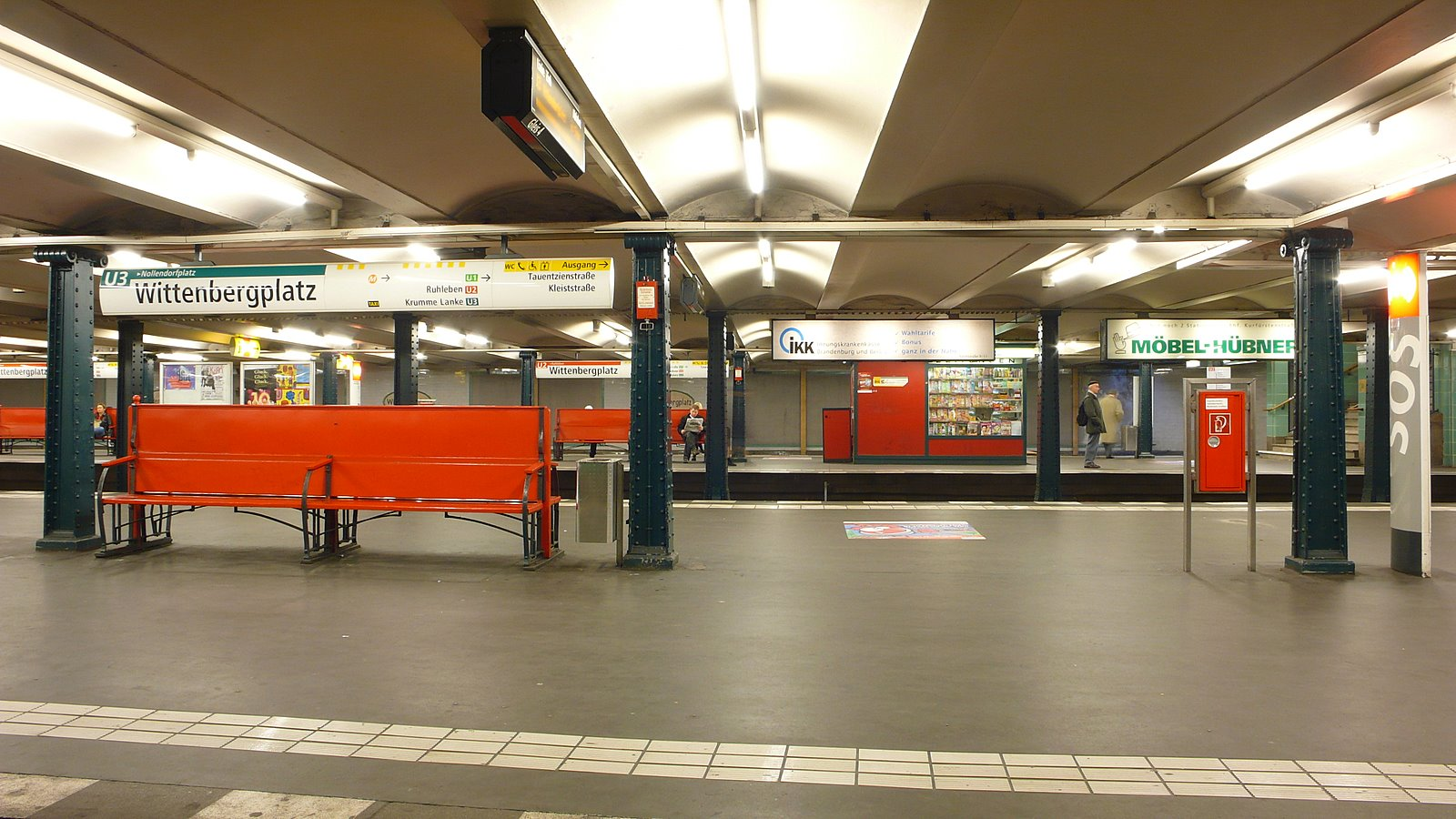
车站站台
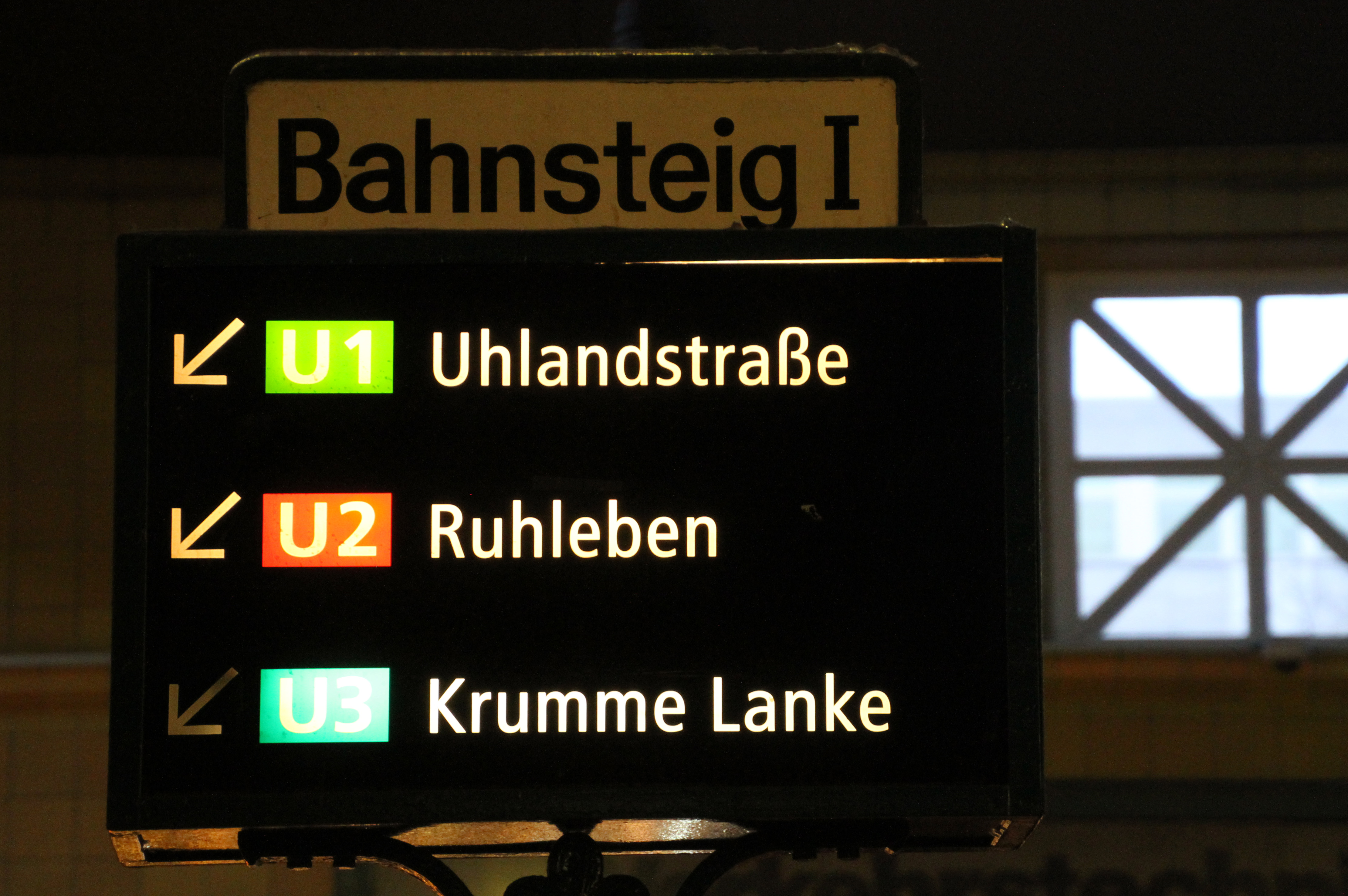
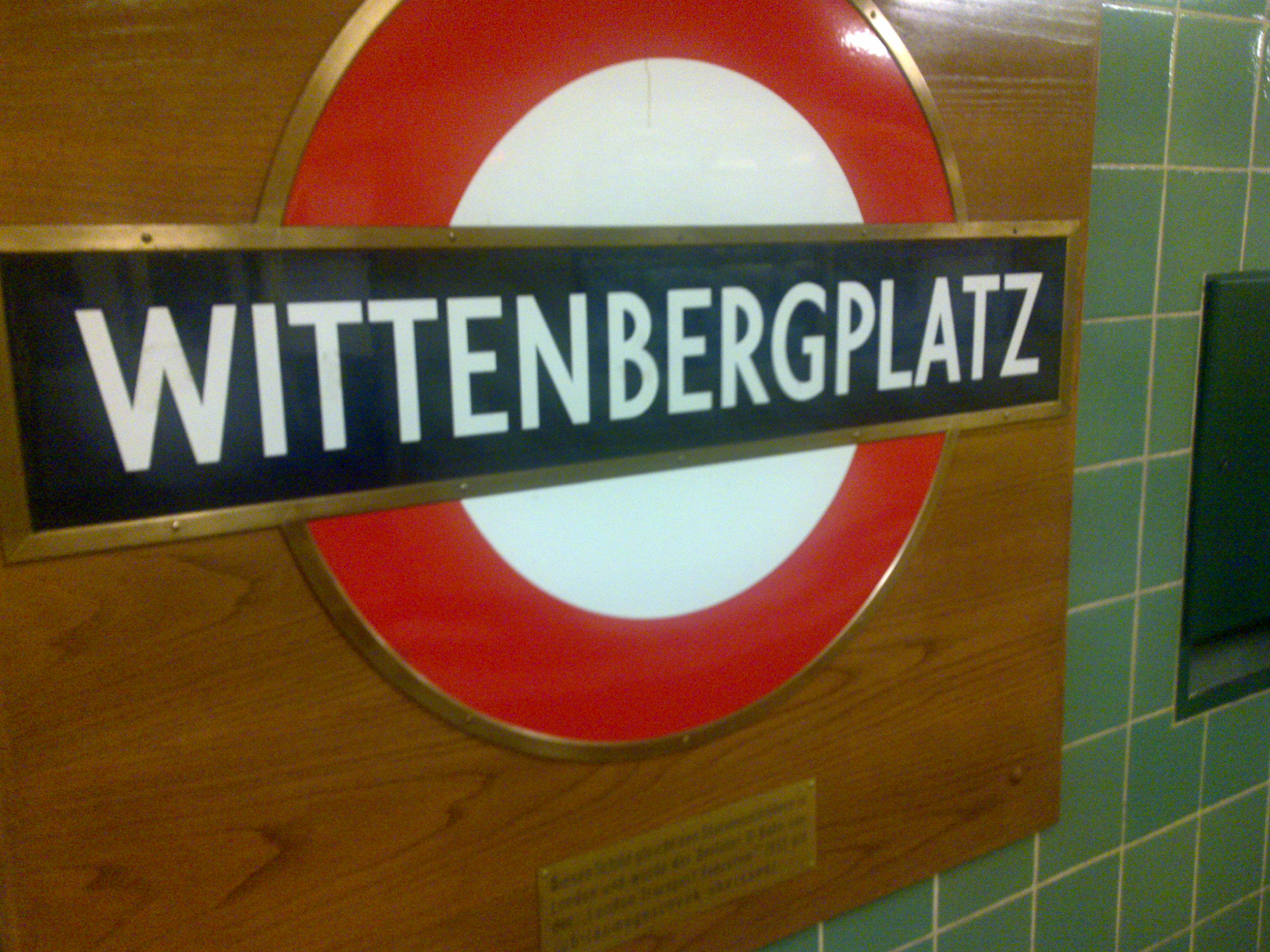
车站伦敦地铁标志风格的标识
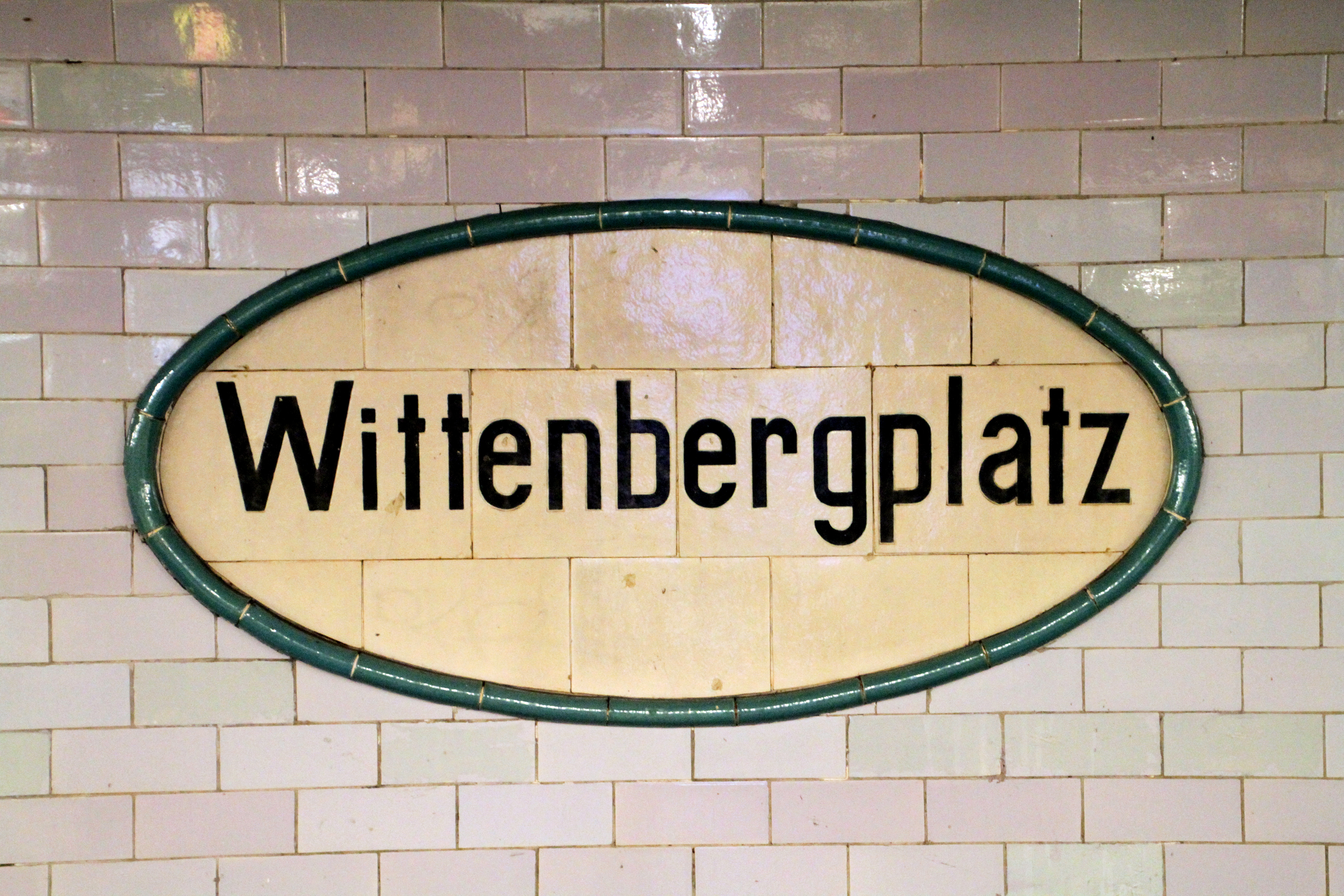

## 配线图

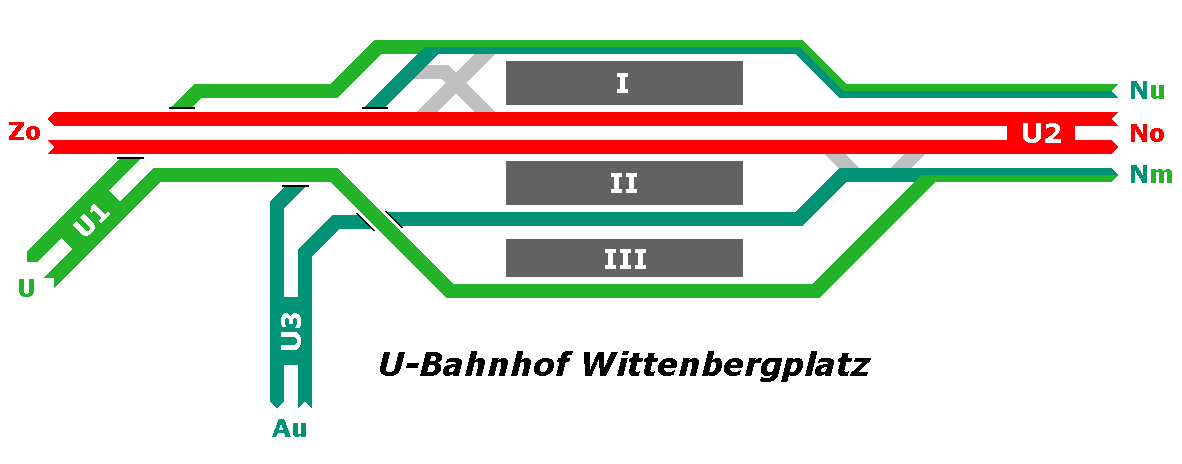